# Everard Home

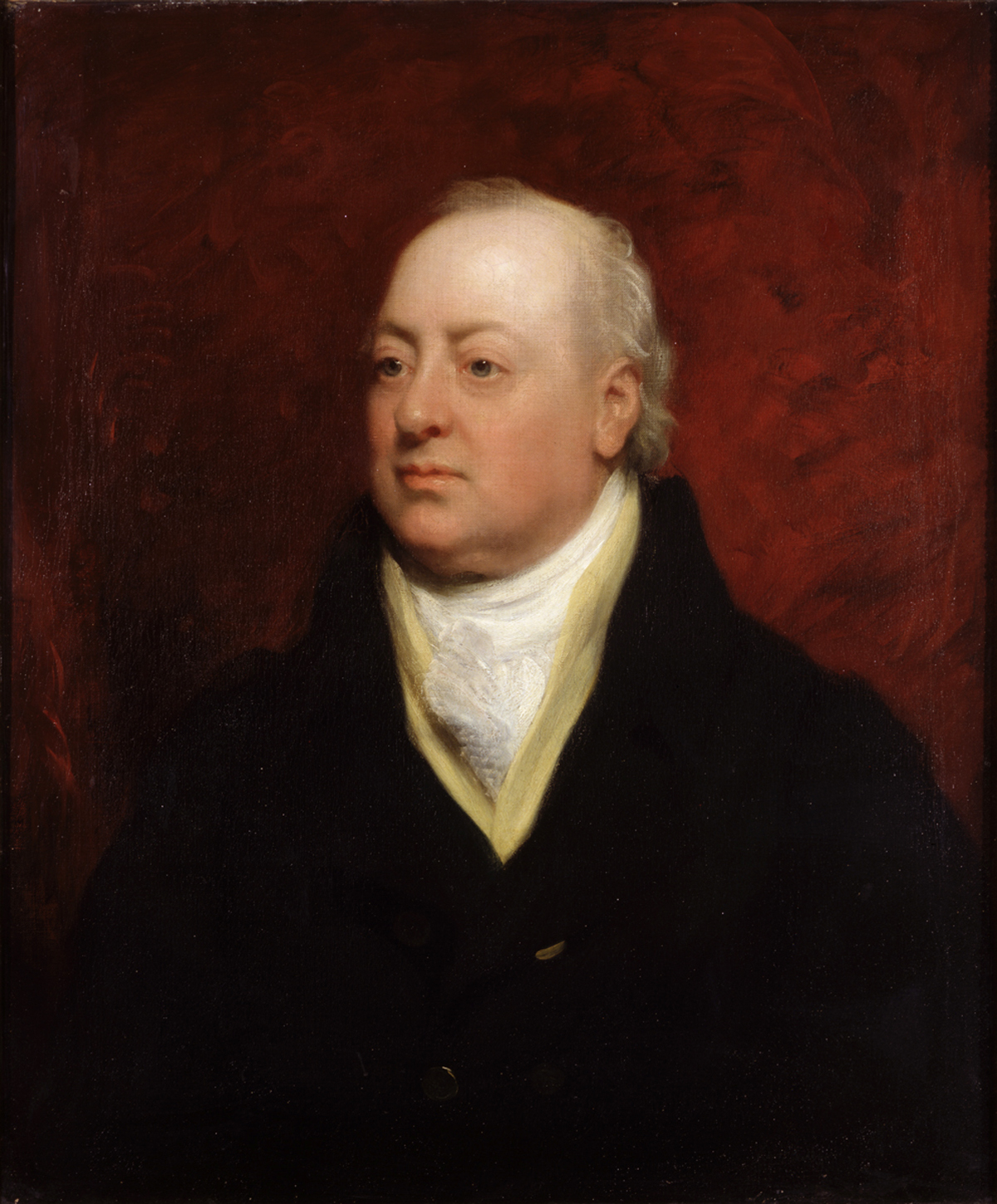
Everard Home, Porträt von Thomas Phillips, 1829

Sir Everard Home, 1. Baronet FRS (* 6. Mai 1756 in Kingston upon Hull; † 31. August 1832 in London) war ein britischer Arzt und Mitglied der Royal Society.
Home besuchte die Westminster School. Anschließend erhielt er zwar ein Stipendium am Trinity College der University of Cambridge, entschloss sich aber dann zu einer Ausbildung bei seinem Schwager John Hunter, am St. George’s Hospital in London. Er assistierte Hunter bei zahlreichen Untersuchungen zur Anatomie und im Herbst 1776 beschrieb er Teile von dessen anatomischer Sammlung.  Im Oktober 1793 obduzierte er Hunter, nachdem dieser bei einem Herzanfall gestorben war und bestätigte eine von Edward Jenner bereits vermutete Veränderung der Herzkrankgefäße Hunter.
Nach seiner Approbation arbeitete Home im Marinekrankenhaus in Plymouth und kehrte 1787 ans St. George’s Hospital in London zurück. Dort stieg er zum Ersten Wundarzt (nach heutiger Nomenklatur Direktor der chirurgischen Klinik) auf und wurde Leibarzt des Königs.
Home ist Erstbeschreiber der Ichthyosaurier. Bei seinen anatomischen Studien an dem Fossil stellte er fest, dass das Tier seine Eier im Mutterleib ausbrütete. Home publizierte auch über die menschliche Anatomie.
1787 wurde Home Mitglied der Royal Society, 1807 erhielt er die Copley-Medaille. 1813 wurde er zum korrespondierenden Mitglied der Académie des sciences und 1814 zum auswärtigen Mitglied der Göttinger Akademie der Wissenschaften gewählt. 1832 wurde er in die American Academy of Arts and Sciences gewählt.